# Dieter Kühn
Dieter Kühn (Lipsia, 4 luglio 1956) è un allenatore di calcio ed ex calciatore tedesco orientale, dal 1990 tedesco, di ruolo attaccante.

## Carriera

### Club
Approdò nel 1974 alla Lokomotive Lipsia. Con la squadra sassone vinse quattro FDGB Pokal e fu capocannoniere della DDR-Oberliga nel 1980. Sempre con la Lokomotive partecipò nel 1987 all'avventura della squadra in Coppa delle Coppe terminata in finale contro l'Ajax.
Nel 1989 si trasferì al Chemie Böhlen in seconda divisione. Nel 1990 passò al Sachsen Leipzig, con cui terminò la carriera alla fine del campionato.

### Nazionale
Con la Germania Est vanta 13 presenze impreziosite da cinque reti. Debuttò il 6 settembre 1978 a Lipsia contro la Cecoslovacchia (2-1), mentre giocò la sua ultima partita il 30 marzo 1983 sempre a Lipsia contro il Belgio (1-2).
Partecipò ai Giochi olimpici di Mosca 1980 dove vinse la medaglia d'argento.

## Palmarès

### Club

#### Competizioni nazionali
- Coppa della Germania Est: 4

1975-1976, 1980-1981, 1985-1986, 1986-1987

### Nazionale
- Argento olimpico: 1

Mosca 1980

### Individuale
- Capocannoniere della DDR-Oberliga: 1

1979-80
- Calciatore tedesco orientale dell'anno: 1

1980